# Велизар Димитров
Велизар Костадинов Димитров (болг. Велизар Димитров, нар. 13 квітня 1979, Перник, Болгарія) — колишній болгарський футболіст, півзахисник.

## Клубна кар'єра
Вихованець футбольної школи клубу «Миньор» з рідного міста. До складу основної команди клубу почав залучатися у 1998 році. Сезон 2000—2001 провів у клубі «Локомотив» (Софія), у складі якого лише двічі виходив на поле, а наступний сезон 2001—2002 — у клубі «Марек» з міста Дупниця.
2002 року уклав контракт з софійським ЦСКА, у складі якого відіграв 6 сезонів, забивши у 103 іграх 30 голів. 

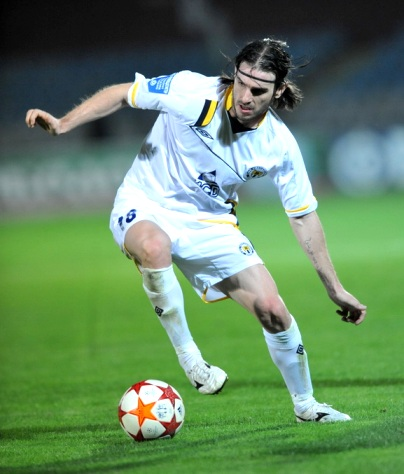
Велизар Димитров під час виступів за «Металург». 26 серпня 2011

Влітку 2008 року прийняв пропозицію співвітчизника Ніколая Костова, який незадовго до того очолив донецький «Металург», переїхати до Донецька. У складі «Металурга» дебютував 19 липня 2008 року у грі проти львівських «Карпат» (перемога 1:0). Протягом перших двох сезонів в Україні відіграв у складі команди 53 матчі в чемпіонаті та кубку, відзначився тринадцятьма забитими голами. У 2010 та 2012 роках допомагав своїй збірній доходити до фіналу національного кубка.
На початку 2014 року стало відомо, що Димитров вирішив завершити ігрову кар'єру

## Виступи за збірні
Почав викликатися до національної збірної Болгарії у 2002 році, дебютував у формі збірної 20 листопада того ж року. У складі головної команди країни провів 31 гри, має в активі 3 забиті м'ячі. Учасник чемпіонату Європи 2004 року. У ході фінального турніру змагання, на якому збірна Болгарії не змогла подолати груповий етап, провів 2 гри.

## Досягнення
- Чемпіон Болгарії (2): 2003, 2008;
- Володар Кубка Болгарії (1): 2006;
- Володар Суперкубка Болгарії (1): 2006;
- Найкращий гравець чемпіонату Болгарії: 2003;